# وادنگار
وادنگار (به انگلیسی: Vadnagar) یک منطقهٔ مسکونی در هند است که در  Vadnagar Taluka  واقع شده‌است. وادنگار ۲۷٬۷۹۰ نفر جمعیت دارد و ۱۴۳ متر بالاتر از سطح دریا واقع شده‌است.
ناراندی مودی اهل ای شهر است.